# 1-Cent-Überweisung
Die Ein-Cent-Überweisung ist ein Instrument, um die Existenz eines Bankkontos zu überprüfen. Das Verfahren wird zur Verifizierung einer Bankverbindung verwendet. Zudem kann die Ein-Cent-Überweisung in krimineller Absicht zur Vorbereitung eines Überweisungsbetruges oder eines Lastschriftmissbrauchs genutzt werden.

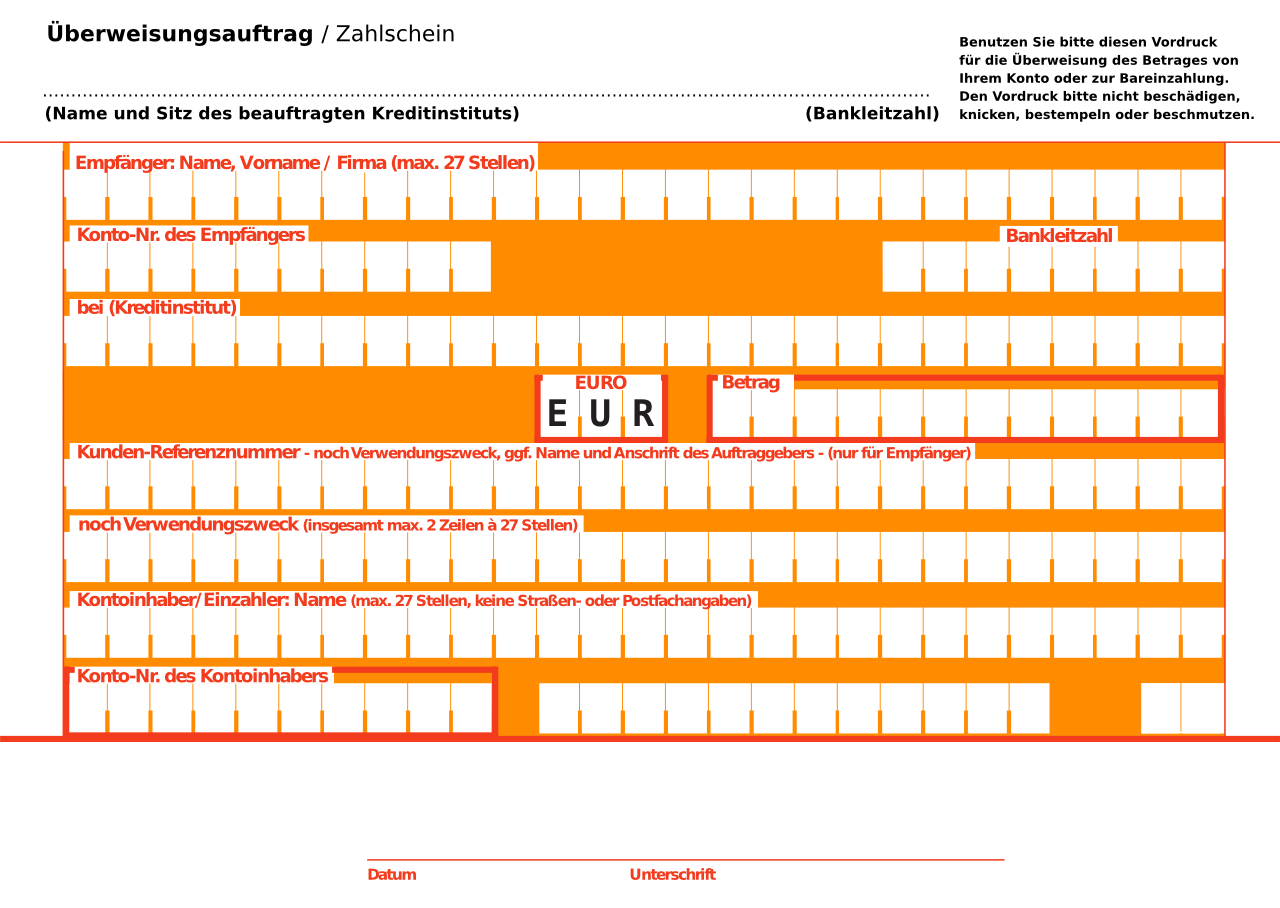
Auf dem Überweisungsträger ist ein Cent (EUR 0,01) der geringste mögliche Betrag, der überwiesen werden kann

## Vorgehen
Eine Reihe von Online-Shops oder Online-Bezahldiensten nutzen die Ein-Cent-Überweisung zur Überprüfung der Korrektheit des vom Zahlungspflichtigen angegebenen Bankkontos. Bei der Ein-Cent-Überweisung wird ein Cent auf das angegebene Konto überwiesen. Sind die Kontodaten falsch, erfolgt eine Rücküberweisung. Dann kann der Zahlungspflichtige angesprochen werden und um Angabe der korrekten Daten gebeten werden.

## Weitere Anwendungen
Die Ein-Cent-Überweisung kann auch zur Kommunikation mit dem Kontoinhaber genutzt werden. So nutzen eine Reihe von Hilfsorganisationen Ein-Cent-Überweisungen in Fällen, bei denen ihnen die Adresse des Spenders für die Spendenquittung nicht bekannt ist. Im Verwendungszweck wird dann der Dank für die Spende mit der Bitte um Adressangabe untergebracht.
Ebay und Paypal verwenden Ein-Cent-Überweisungen, welche mit einem 4-stelligen Code im Verwendungszweck versehen sind, um die Existenz eines Kontos zu bestätigen. Auch Online-Lotterien tun dies.
Bei der automatischen Umstellung von bestehenden Einzugsermächtigungen auf das SEPA-Basis-Lastschriftverfahren (2014) müssen die Hilfsorganisationen die Spender informieren und nutzen dafür teilweise den Text im Verwendungszweck.
Die Überweisung ist dabei schneller und kostengünstiger als Postbriefe. Spötter beschreiben die Ein-Cent-Überweisung als „eine Art E-Mail mit garantierter Zustellung“ und somit kostengünstigen und weiter verbreiteten Gegenentwurf zu De-Mail (ca. 39 Cent) oder E-Postbriefen (ca. 58 Cent).

## Möglicher Missbrauch
Voraussetzung für einen Überweisungsbetrug oder einen Lastschriftmissbrauch ist die Kenntnis der Kontodaten eines potentiellen Opfers. Denkbar ist, dass Betrüger sich diese Kontodaten über Ein-Cent-Überweisungen beschaffen. Hierzu müsste der Betrüger an eine Vielzahl von zufällig ermittelten Nummern jeweils einen Cent überweisen. Sofern die Überweisung nicht zurückgegeben wird, kennt der Betrüger eine gültige Kontonummer. In einem zweiten Schritt kann er über eine Lastschrift oder einen gefälschten Überweisungsträger versuchen, das Konto zu belasten.
Wiederholt kam es zu Warnungen vor derartigen Betrugsversuchen. Diese werden teilweise als Hoax bewertet. Nach deutschem Recht haben die Banken die Pflicht dazu,

„...die kontinuierliche Überwachung der Geschäftsbeziehung einschließlich der Transaktionen, die in ihrem Verlauf durchgeführt werden, zur Sicherstellung, dass diese Transaktionen übereinstimmen
a) mit den beim Verpflichteten vorhandenen Dokumenten und Informationen über den Vertragspartner...“

Ein massenhaftes Einreichen von Ein-Cent-Überweisungen, von denen der überwiegende Teil zu Rücküberweisungen führt, müsste daher bei der Bank schnell dazu führen, dass dies durch die Überwachungssoftware als ungewöhnlich auffällt und die Bank auf den Betrugsversuch aufmerksam wird.